# The Wailing Wailers
The Wailing Wailers és el primer àlbum de The Wailers publicat en l'Studio One. Originalment llançat el 1965 i molt tard recopilada de diverses gravacions realitzades durant els anys 1964 a 1965 per Neville "Bunny" Livingston, Robert "Bob" Nesta Marley i Peter "Tosh" McIntosh, que compila el Clement Coxsone Dodd considera les millors enregistraments de The Wailers a partir d'aquest període. No és un àlbum d'estudi en el sentit convencional, però va ser el primer LP de llarga durada llançat de treball de la banda. L'àlbum ha estat a la impressió des del seu llançament, però després de la primera versió (que té una portada diferent) cada llançament de l'àlbum va ser recentment overdubbed per encaixar amb les tendències musicals de l'època. L'àlbum mai havia estat alliberat el CD amb el llistat de la pista original o cobrir fins a maig de 2016.
La cançó Rude Boy va registrar el 1965, era un himne de la joventut que es van establir els Wailers com els líders del nou moviment reggae.
Totes les cançons escrites per Bob Marley, llevat que s'indiqui el contrari.
1.   "(I'm Gonna) Put It On" (Marley, Clement Coxsone Dodd) - 3:06
2.   "I Need You (1964 version)" - 2:48
3.   "Lonesome Feeling" (Marley, Bunny Livingston, Peter Tosh) - 2:50
4.   "What's New Pussycat?" (Burt Bacharach, Hal David) - 3:02
5.   "One Love" - 3:20
6.   "When the Well Runs Dry" (William Bell) - 2:35
7.   "Ten Commandments of Love" - 4:16
8.   "Rude Boy" - 2:20
9.   "It Hurts to Be Alone" (Jr. Braithwaite) - 2:42
10. "Love and Affection" - 2:42
11. "I'm Still Waiting" - 3:31
12. "Simmer Down" (Marley, Dodd) - 2:49